# Flat Genesis
Flat Genesis és una escultura d'acer feta per l'artista Beverly Pepper el 1999 i situada des de l'any 2010 al campus de la Universitat Autònoma de Barcelona, davant de l'Escola de Postgrau, però que forma part del fons del Museu d'Art Contemporani de Barcelona. Aquesta escultura condensa el llenguatge d'aquesta artista de Nova York. Coneguda per les seves peces totèmiques de grans dimensions, sovint d'acer i d'altres vegades realitzades amb miralls, les obres de Pepper estan sempre integrades en l'entorn, i es poden trobar a espais públics de diferents ciutats dels Estats Units i d'Europa.

## Descripció
Una incisió recorre de dalt a baix el centre d'una gran peça d'acer de quasi tres metres d'alçada, que alhora ha estat muntada sobre una base rectangular separada per una altra incisió transversal. La peça evoca el minimalisme escultòric d'autors com Robert Morris o Richard Serra, i crea un joc de línies i d'ombres que va canviant al llarg dels diferents moments del dia. La incisió vertical, que deixa entreveure el darrere com una línia de llum, acaba amb una forma de petit triangle a la part inferior. Les referències a la sexualitat femenina i a la idea de gènesi són habituals en les obres de Pepper.
Per les dimensions, les formes i també per la seva simplicitat, Flat Genesis recorda els tòtems de l'art primitiu. Les obres d'aquesta artista acostumen a posar en diàleg termes oposats com sòlid i buit, horitzontal i vertical, terra i cel, llum i ombra, o natura i tecnologia. Com la mateixa artista explicava als seus alumnes del Dartmouth College el setembre de 1977, la seva pràctica de l'escultura pública té a veure amb la creença que l'experiència estètica pot convertir-se en un acte social: «L'escultura monumental es dirigeix a l'home i a la seva percepció, no al seu funcionament. No cal adaptar. No cal utilitzar l'obra. L'única cosa que cal fer ineludiblement és relacionar i crear una interacció entre l'home i l'experiència estètica. Que aquí esdevé un acte social.» 
A l'Estació del Nord de Barcelona es pot trobar una altra obra pública d'aquesta artista, Sol i Ombra Park (1987-1992), una instal·lació d'art natura.